# 聯邦情報局
聯邦情報局（德語：Bundesnachrichtendienst，BND）是德国的对外情报机构，負責政治與經濟情報的收集、並進行分析與評價，直接隶属于德国总理府。总部位于柏林市中心，是世界上最大的情报总部之一，在德国境内外有300个站点。2016年，有大约6500名雇员，其中10%是军事科学办公室正式雇用的军事人员；联邦情报局是德国情报體系中最庞大的机构。
BND在冷战期间于1956年成立，是最近加入北约的西德之官方外国情报机构，并与美國中央情报局密切合作。它是早期盖伦组织的继承者，通常被简单地称为「组织」或「机关」，隶属于中央情报局的西德情报组织，其存在没有得到官方承认。BND历史上最核心的人物是前德国国防军将军莱因哈德·盖伦，他是盖伦组织的领导人，后来是BND的创始主席，被认为是 "最具传奇色彩的冷战间谍大师之一。"从冷战初期，盖伦组织和后来的BND就与中央情报局有着密切合作，而且往往是西方情报界在东欧集团当地唯一的耳目，BND也被认为是20世纪60年代以来在中东问题上消息最灵通的情报机构之一。BND迅速成为西方世界第二大情报机构，仅次于中央情报局；除了非国家暴力主体之外，俄罗斯和中东仍然是BND活动的重要焦点。
今天，BND作为一个早期预警系统，提醒德国政府注意来自国外对德国利益的威胁，在很大程度上依赖于对国际通信的窃听和电子监控，收集和评估各种领域的信息，如国际恐怖主义、大规模杀伤性武器扩散和非法技术转让、有组织犯罪、武器和毒品走私、洗钱、非法移民和信息战。作为德国唯一的海外情报机构，BND同时收集军事和民事情报，虽然联邦国防军的战略侦察司令部（Kommando Strategische Aufklärung or KdoStratAufkl，KSA）也履行这一使命，但它不是情报部门；BND和KSA之间存在密切的合作。
与BND相对应的国内特务机构是联邦宪法保衛局（Bundesamt für Verfassungsschutz，简称BfV）和16个州级宪法保护局（Landesämter für Verfassungsschutz）；还有一个单独的军事情报组织--军事反情报局（Militärischer Abschirmdienst，简称MAD）。

## 历史
BND的前身是二战期间的德国东线军事情报机构，即德国总参谋部的Abteilung Fremde Heere Ost或FHO科，由德国国防军少将莱因哈德·盖伦领导。其主要目的是收集有关苏联红军的信息；战后，盖伦在西德的美国占领军中工作。
1946年，他成立了一个非正式的情报机构，称为「盖伦组织」或简称「组织」，他招募了一些以前在盖世太保的同事，许多人曾是威廉·卡纳里斯上将的战时反间谍组织的特工，但盖伦也从盟军释放的前安全局（SD）、党卫军和盖世太保中招募了人员。后者的招募是有争议的，因为党卫军及其相关团体在战争期间是臭名昭著的许多纳粹暴行的肇事者。
1956年4月1日，在盖伦组织的基础上成立了联邦情报局，并将所有工作人员移交给西德政府；莱因哈德·盖伦成为BND的主席，并一直担任其负责人直至1968年。

## 組織
職員數達7000人以上，約2000人從事對國外情報收集。
- 第1局 - 情報人員（HUMINT）
- 第2局 - 信號情報（SIGINT）
- 第3局 - 情報分析
- 第4局 - 管理
- 第5局 - 國際反恐對策
- 第6局 - 技術支援
- 第7局 - 教育訓練
- 第8局 - 公共安全、反间谍

### 领导层
- 赖因哈德·格伦（1956年至1968年）

## 爭議
一些出版物批评盖伦和他的组织雇用前纳粹分子。2018年6月29日，《独立报》的一篇文章对BND的一些雇员做了这样的表述： 
"盖伦组织一直运作到1956年被联邦国防部取代，它被允许雇用至少100名前盖世太保或党卫军军官。... 其中包括阿道夫·艾希曼的副手阿洛伊斯·布鲁纳（Alois Brunner），他曾将10万多名犹太人送入贫民区或拘留营，但他后来还是得以善终；还有前党卫军少校埃米尔·奥格斯堡（Emil Augsburg）。... 许多前纳粹官员，包括捕获安妮·弗兰克的西尔伯鲍尔，都从盖伦组织转到了联邦调查局。... 国家安全局非但没有驱逐他们，甚至似乎还愿意招募更多的人--至少在几年内都是这样的"。
美国国家安全档案馆指出，"他雇用了许多前纳粹分子和已知的战争罪犯"。
另一方面，中央情报局的詹姆斯·H·克里奇菲尔德（James H. Critchfield）对盖伦本人进行了审查，他在1949年至1956年期间曾与盖伦组织合作。2001年，他说：「几乎所有关于盖伦的负面报道，[作为一个]热心的前纳粹分子，希特勒的战犯之一......都与事实相去甚远。」《华盛顿邮报》引用了这句话。克里奇菲尔德还说，盖伦 "在德国总理康拉德·阿登纳的压力下，不情愿地雇用了前Sicherheitsdienst（帝国元首安全局）的人，以应对「来自东德的颠覆」"。
从2011年到2018年，一个由历史学家组成的独立委员会研究了莱因哈德·盖伦时代的BND的历史。研究结果发表在综合研究报告中；到目前为止（截至2020年4月），已经出版了11卷。
- 2017年2月24日，《明鏡周刊》報導，聯邦情報局自1999年起監聽多個外國媒體機構的記者電話，英國廣播公司、《紐約時報》、路透社全被列入監聽名單。無國界記者組織譴責，聯邦情報局監聽媒體是「針對新聞自由的醜陋攻擊行動」；聯邦情報局拒絕回應[4]。

## 外部連結
- Bundesnachrichtendienst[永久]（德文）
- 官方网站（英文）